# Helle Thorning-Schmidt

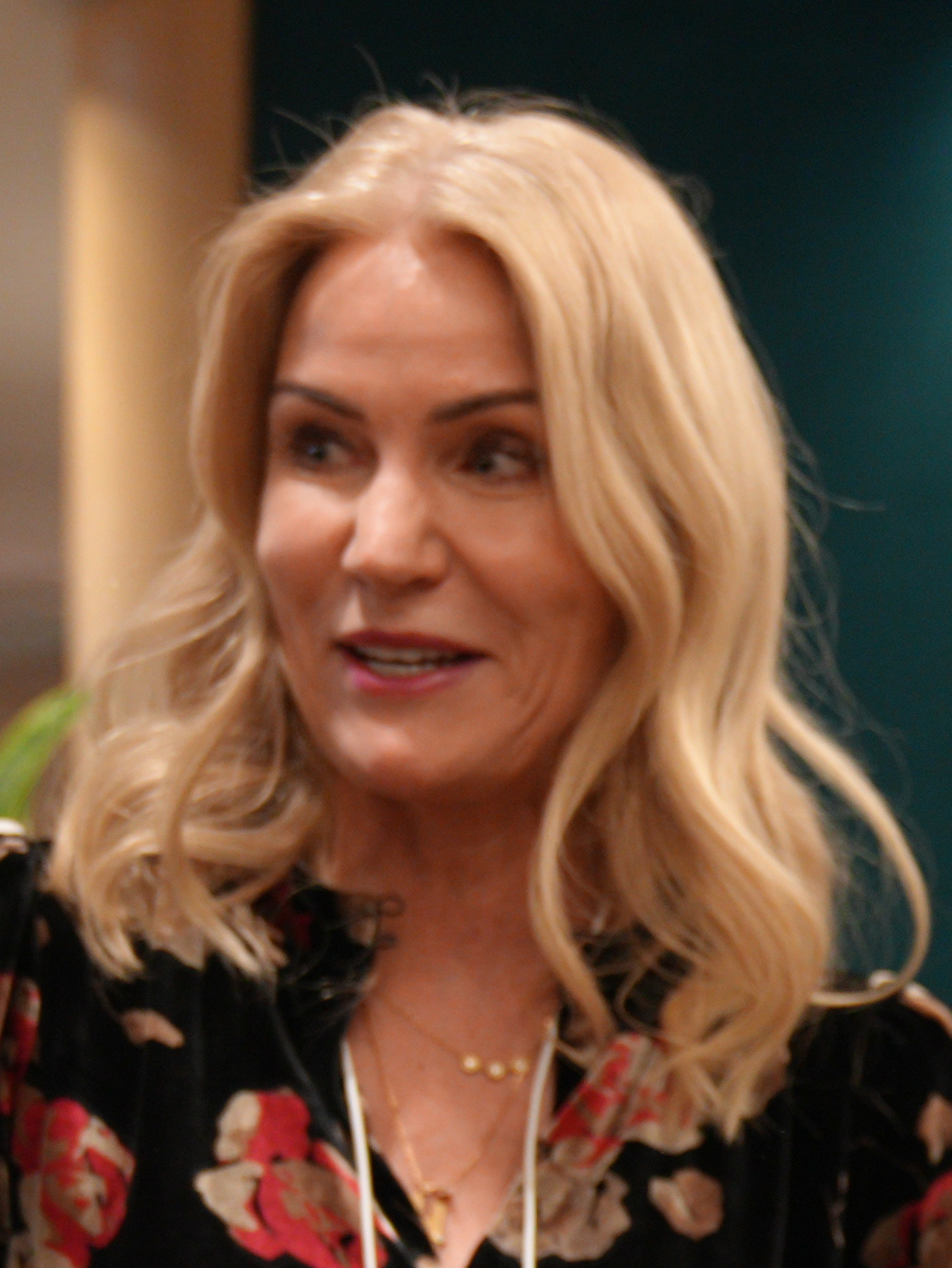
Helle Thorning-Schmidt (2024)

Helle Thorning-Schmidt [ˈhɛlə ˈtoɐ̯neŋ ˈsmed] (* 14. Dezember 1966 in Rødovre) ist eine dänische Politikerin. Seit dem 12. April 2005 war sie Vorsitzende der Sozialdemokraten und seit dem 3. Oktober 2011 dänische Ministerpräsidentin; in beiden Ämtern war sie die erste Frau. Am 28. Juni 2015 schied sie aus beiden Funktionen aus.
Helle Thorning-Schmidt unterlag als Oppositionsführerin Anders Fogh Rasmussen in der Folketingswahl 2007, setzte sich aber in der Folketingswahl 2011 mit ihrem Mitte-links-Bündnis gegen die Koalition von Ministerpräsident Lars Løkke Rasmussen durch. Nach dem Verlust der Mehrheit ihres linken Bündnisses bei der Folketingswahl 2015 wurde Lars Løkke Rasmussen wieder Ministerpräsident.

## Jugend, Familie und Ausbildung
Helle Thorning-Schmidt wuchs in Ishøj südwestlich von Kopenhagen auf. Als sie zehn Jahre alt war, ließen sich ihre Eltern scheiden; sie wohnte fortan bei ihrer Mutter. Im Gymnasium von Ishøj erlebte sie ihre Politisierung in eine „sehr rote Richtung“, wie sie selbst sagt.
In den 1980er Jahren engagierte sie sich in der Friedensbewegung, für den ANC, bei den Festivals der DKP-Zeitung Land og Folk und in der Studentenpolitik.
An der Universität Kopenhagen studierte sie Politikwissenschaft. Besonderes Interesse entwickelte sie dabei für die Europäische Union. Bis heute zeigt sie sich überzeugt davon, dass die EU das richtige Werkzeug ist, Europa sozialer und umweltbewusster zu machen.
Durch die Beschäftigung mit der Europabewegung kam sie in Kontakt mit den Sozialdemokraten und lernte die Politikerin Ritt Bjerregaard kennen, in deren „Kaffeeclub“ sie aufgenommen wurde.
Ihre weitere Ausbildung absolvierte Helle Thorning-Schmidt am privaten und kostenpflichtigen Europakolleg in Brügge, für das sie ein Stipendium vom dänischen Außenministerium erhalten hatte. Dort lernte sie ihren späteren Mann Stephen Kinnock kennen, einen Sohn des früheren Vorsitzenden der britischen Labour-Partei, Neil Kinnock. Das Europakolleg schloss sie 1993 mit dem MA in Europastudien ab. 1994 folgte der MA in Politikwissenschaft an der Universität Kopenhagen.
Nach ihrem Studium war sie von 1994 bis 1997 Sekretariatsleiterin der dänischen Sozialdemokraten im Europaparlament in Brüssel. In dieser Zeit heiratete sie Stephen Kinnock und bekam ihre erste Tochter.
1997 kehrte sie zurück nach Dänemark, wo sie Beraterin des dänischen Gewerkschaftsbundes (Landsorganisationen i Danmark) für internationale Angelegenheiten wurde. Diese Stelle hatte sie bis 1999 inne, als sie selbst für das Europaparlament kandidierte. Während des Wahlkampfs zur Europawahl 1999 war sie mit ihrer zweiten Tochter schwanger.
Die vierköpfige Familie wohnt in Østerbro, einem Stadtteil von Kopenhagen.

## Politische Laufbahn

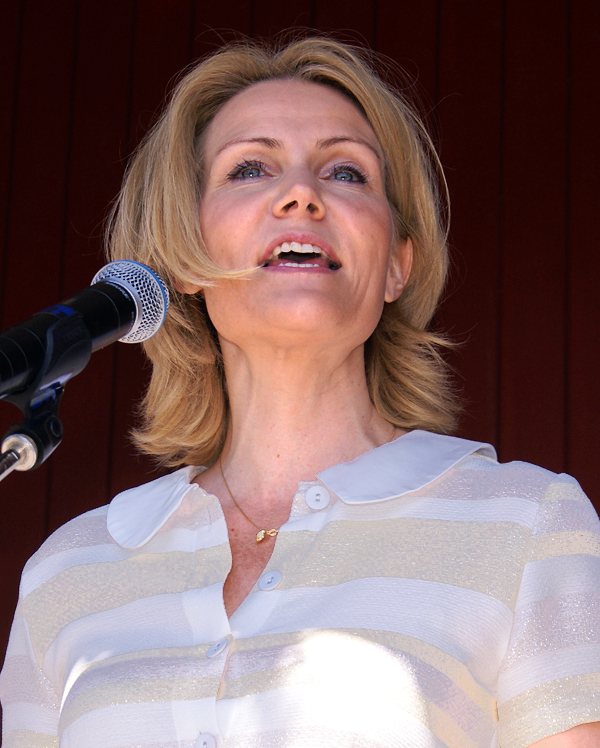
Helle Thorning-Schmidt (2008)

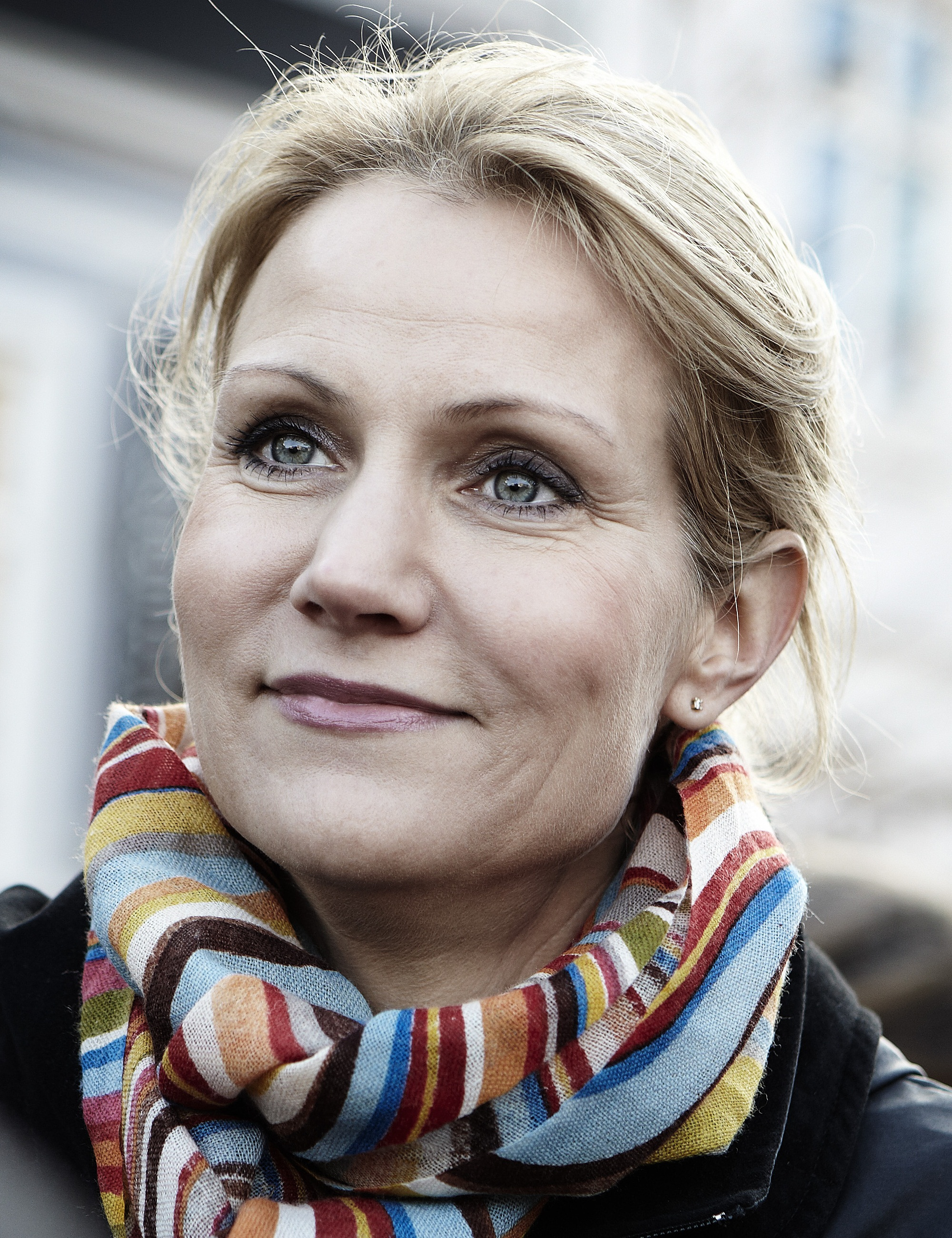
Helle Thorning-Schmidt (2010)

### Europaparlament
1999 wurde Helle Thorning-Schmidt für die dänischen Sozialdemokraten ins Europäische Parlament gewählt. Während dieser fünften Wahlperiode war Thorning-Schmidt somit Mitglied der Fraktion der Sozialdemokratischen Partei Europas. Sie war Mitglied des Beschäftigungs- und Sozialausschusses und des Verfassungsausschusses des Europaparlaments. Als Arbeitsmarktpolitikerin engagierte sie sich z. B. gegen Sozialdumping. Zudem wurde sie Mitbegründerin des European Council on Foreign Relations.
Mit dem Ende der Wahlperiode endete ihr Mandat im Sommer 2004, danach kandidierte sie zur dänischen Folketingswahl 2005.

### Parteivorsitzende
Am 8. Februar 2005 wurde Helle Thorning-Schmidt ins Folketing gewählt. Sie holte in ihrem Wahlkreis das erste Direktmandat für die Sozialdemokraten seit 25 Jahren. Die Partei erlebte landesweit aber eines der schlimmsten Debakel in ihrer Geschichte, da sie nur noch 25,8 % der Stimmen erhielt (2001 noch 29,1 %).
Helle Thorning-Schmidt löste am 12. April 2005 Mogens Lykketoft im Parteivorsitz der dänischen Sozialdemokraten ab, der noch am Abend der Wahlniederlage 2005 sein Amt zur Verfügung gestellt hatte. Zum ersten Mal in der Geschichte fand die Vorsitzendenwahl der Sozialdemokraten in Form einer Urabstimmung statt, bei der sich Helle Thorning-Schmidt mit 53,2 % gegen Frank Jensen durchsetzte, der dem linken Parteiflügel zugerechnet wurde. Thorning-Schmidt galt hingegen als Vertreterin des rechten Parteiflügels.

### Spitzenkandidatin 2007
Nachdem am 25. Oktober 2007 eine Neuwahl des Folketings ausgerufen wurde, trat Thorning-Schmidt als Spitzenkandidatin der Oppositionsparteien (Sozialdemokraten, Sozialisten, Radikale Venstre) für das Amt des dänischen Regierungschefs an. Trotz eines intensiven Wahlkampfes unter dem Motto „Wir wählen Wohlstand“ verlor ihre Partei nochmals Stimmenanteile (nun nur noch 25,5 %). Mangels personeller Alternativen für den Parteivorsitz wurde ihr Amt jedoch nicht in Frage gestellt.
In der Opposition stützte sie wiederholt die außen- und ausländerpolitische Linie der Regierung, setzte sich aber durch ein entschlossenes Festhalten am dänischen Wohlfahrtsstaat sozialpolitisch deutlich von der Regierung ab.

### Ministerpräsidentin

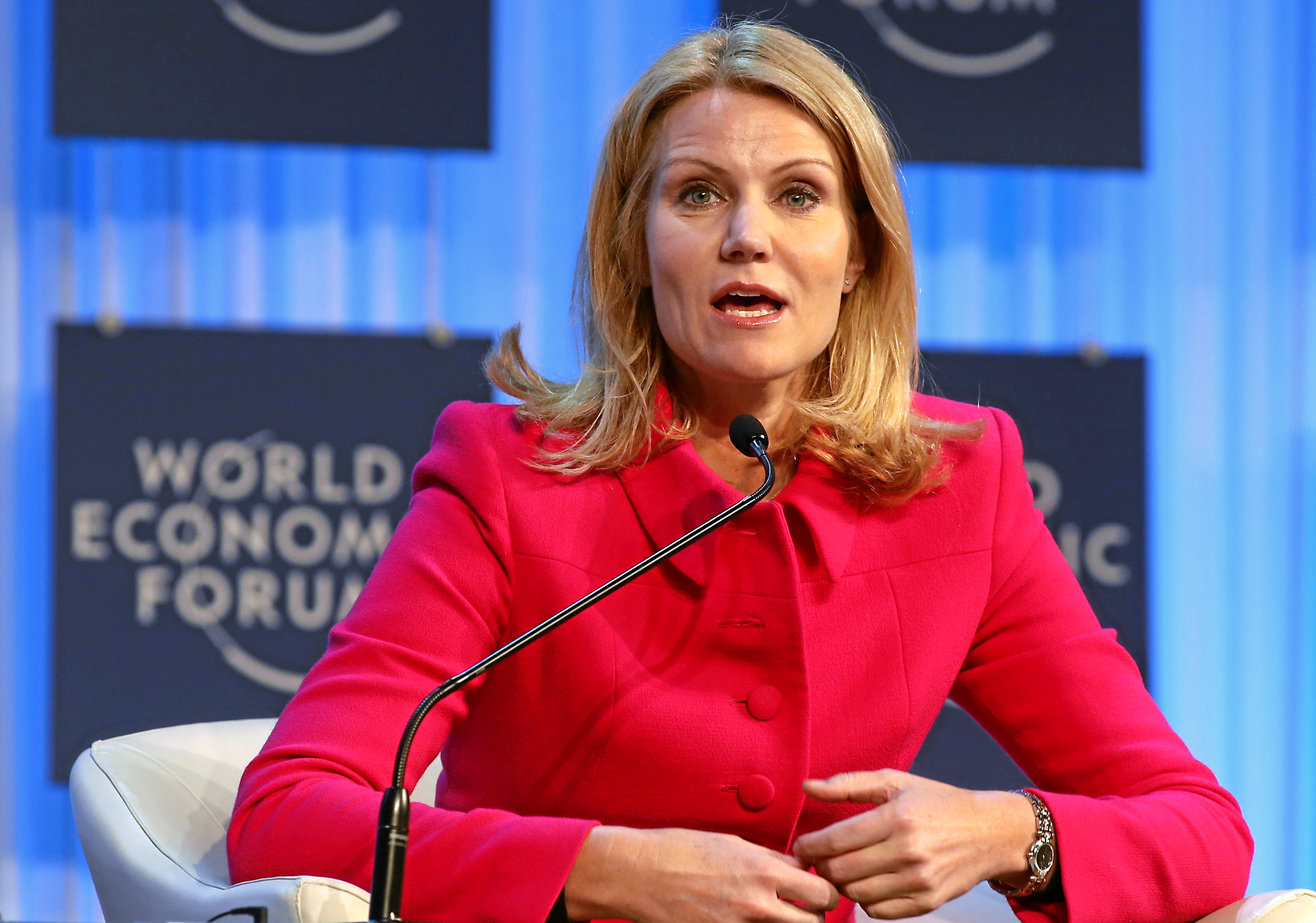
Thorning-Schmidt während des Weltwirtschaftsforums 2013

Für die Wahl am 15. September 2011 nominierten die Sozialdemokraten wieder Thorning-Schmidt als Spitzenkandidatin. Obwohl die Partei mit 24,8 Prozent der Stimmen das schlechteste Ergebnis ihrer Geschichte erzielte, legte das von Thorning-Schmidt angeführte Mitte-links-Bündnis insgesamt zu. Königin Margrethe II. beauftragte sie daher am 2. Oktober 2011 offiziell mit der Regierungsbildung. Thorning-Schmidt bildete eine Drei-Parteien-Regierung mit der sozialliberalen Radikale Venstre und der Sozialistischen Volkspartei. Am 3. Oktober wurde Thorning-Schmidt zur Ministerpräsidentin ernannt und stellte ihr Kabinett vor. Am 30. Januar 2014 verließ die Sozialistische Volkspartei die Koalition, die Regierung Thorning-Schmidt II wurde am 3. Februar 2014 berufen.
Bei der Folketingswahl 2015 führten die Sozialdemokraten einen stark auf Thorning-Schmidt zugeschnittenen Wahlkampf. Die Partei konnte leicht zulegen, das linke Parteienbündnis verlor jedoch die Mehrheit im Parlament, so dass Thorning-Schmidts Amtsvorgänger Lars Løkke Rasmussen in die Staatskanzlei zurückkehren konnte.

### Weitere Karriere

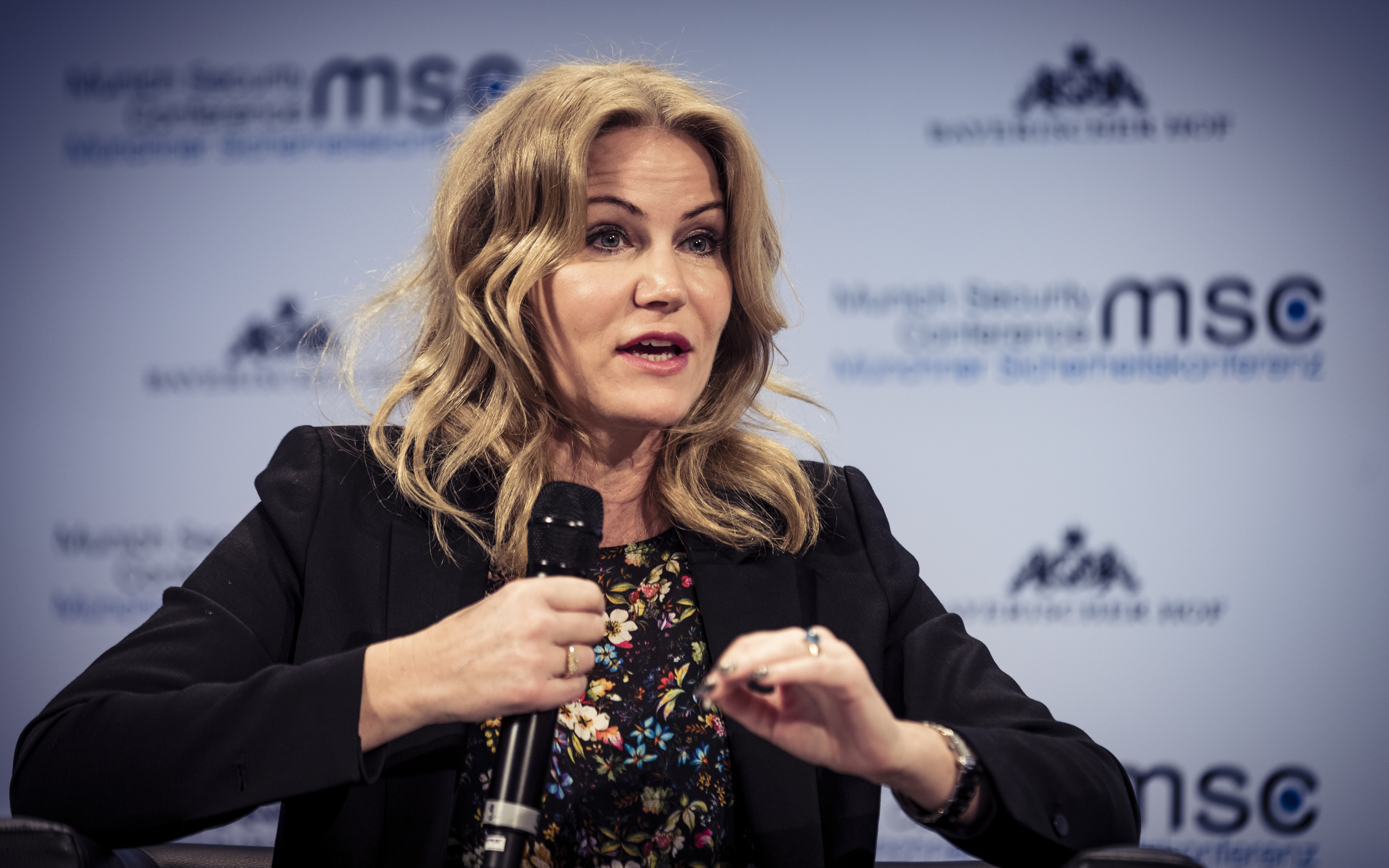
Thorning-Schmidt während der 55. Münchner Sicherheitskonferenz 2019

Im Herbst 2015 war Thorning-Schmidt, die als Ministerpräsidentin für ihre strikte Asylpolitik bekannt war, Kandidatin für den Posten des Hohen Flüchtlingskommissars der Vereinten Nationen, hatte aber gegen Filippo Grandi das Nachsehen. Im April 2016 wurde sie als Nachfolgerin von Jasmine Whitbread Geschäftsführerin von Save the Children International.
Seit Mai 2020 ist Thorning-Schmidt Co-Vorsitzende des Facebook Oversight Board, welches als unabhängiges Gremium das Vorgehen des Unternehmens gegen Hassreden und Falschnachrichten überwachen soll.

## Trivia
- Wegen ihres modischen Auftretens war in den Boulevardblättern gerne von „Gucci-Helle“ die Rede.[10]
- In dem Musikvideo «Blæstegnen» der dänischen Rapperin Tessa hatte sie einen Cameo-Auftritt.[11]

## Publikationen
- Bjarke Larsen, Flemming Ytzen (Hrsg.): En dollar om dagen – 17 essays om danskerne, globaliseringen og verdens fattige. Pressto, 2001.
- Tine Aurvig Brøndum, Morten Bødskov, Villy Dyhr, Lars Olsen, Helle Thorning-Schmidt: Forsvar for fællesskabet. Forlaget Fremad, 2002.
- Epostler (Briefe und Gespräche). Gyldendal, 2003.
- Charlotte Antonsen, Ole Buchardt Olesen (Hrsg.): Europas værdier og rolle i verden. Peter la Cours Forlag, 2007.
- Matthias Platzeck, Peer Steinbrück, Frank-Walter Steinmeier (Hrsg.): Auf der Höhe der Zeit – Soziale Demokratie und Fortschritt im 21. Jahrhundert. 2007.